# Wilhelm Wilmanns

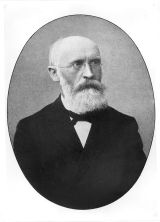
Wilhelm Wilmanns

Franz Wilhelm Wilmanns (* 14. März 1842 in Jüterbog; † 29. Januar 1911 in Bonn) war ein deutscher Germanist und Hochschulprofessor.

## Schule, Studium und wissenschaftliche Laufbahn

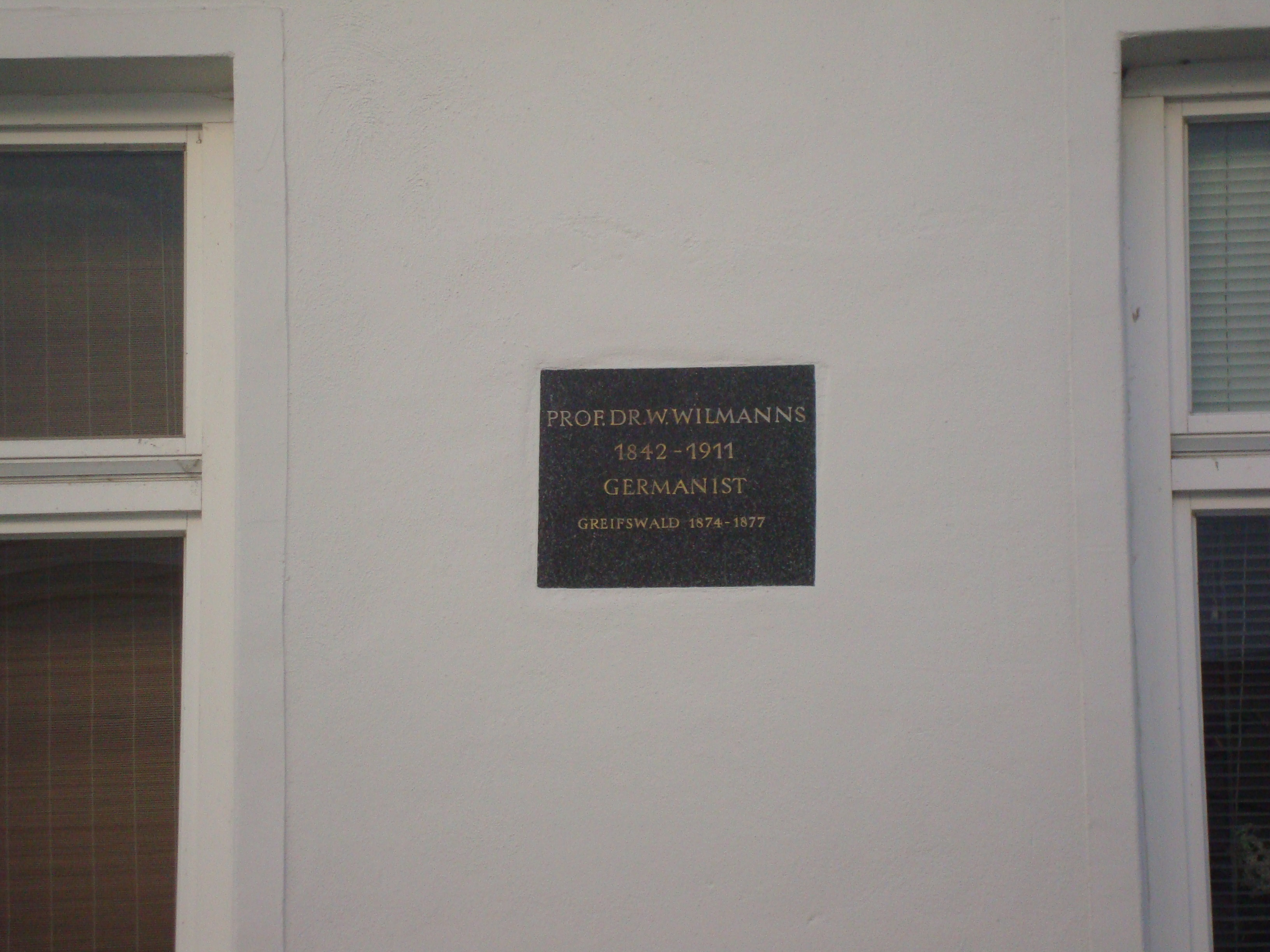
Gedenktafel für Wilhelm Wilmanns in der Domstraße 30 in Greifswald

Der Sohn des Königlich Preußischen Baurats Franz Wilmanns wuchs als Kind in Jüterbog auf. Um 1847 wurde sein Vater nach Berlin versetzt, wo Wilhelm ab 1852 das Gymnasium zum Grauen Kloster besuchte. 1860 nahm er das Studium der klassischen Philologie und Germanistik an der Universität Berlin auf. Seine akademischen Lehrer waren unter anderem August Boeckh, Johann Gustav Droysen, Moriz Haupt und Friedrich Adolf Trendelenburg, vor allem aber Karl Victor Müllenhoff und Emil Hübner. 1864 verfasste Wilmanns seine Dissertation über das Thema De Didascaliis Terentianis, mit der er promoviert wurde.
Zunächst war Wilmanns drei Jahre lang Hauslehrer und als solcher auch in England. Danach erhielt er eine Anstellung als Gymnasiallehrer am Grauen Kloster. 1874 erhielt Wilmanns einen Ruf als Professor der deutschen Sprache an die Universität Greifswald und wurde schließlich 1877 Nachfolger von Karl Joseph Simrock an der Universität Bonn, wo er 1897 / 1898 das Amt des Rektors innehatte. Seine Antrittsrede hielt er zum Thema Geschichte der deutschen Sprachgemeinschaft. Der 1882 gegründete Akademisch-Neuphilologische Verein Bonn, eine fachwissenschaftliche Studentenverbindung des Weimarer Kartellverbandes, ernannte Wilmanns zum Ehrenmitglied.
1906 wurde er zum korrespondierenden Mitglied der Preußischen Akademie der Wissenschaften gewählt.
Wilmanns starb im Januar 1911 infolge eines Unfalls: Er hatte während eines Spaziergangs den Neubau der Eisenbahnstrecke zwischen Bonn und Godesberg besichtigt und wurde beim Überqueren einer provisorischen Brücke von einem herannahenden Zug erfasst, ehe er sich in Sicherheit bringen konnte.

## Hauptforschungsgebiete
Das Forschungsgebiet von Wilmanns war zunächst die mittelalterliche Dichtung. Dazu hat er unter anderem 1873 eine Publikation zur Kudrundichtung veröffentlicht. In weiteren Werken hat er sich mit der Geschichte des Nibelungenlieds (1877) und des Eckenlieds (1871) auseinandergesetzt. Von nachhaltiger Wirkung in der Sprachwissenschaft war und ist seine Arbeit zum Leben und Dichten von Walther von der Vogelweide, die 1869 erstmals erschienen ist und danach in mehreren Auflagen, zuletzt 1924, bearbeitet von Victor Michels, herausgegeben wurde.
Wilmanns verfasste auch eine Deutsche Schulgrammatik (1. Auflage 1887) sowie eine mehrbändige wissenschaftliche Deutsche Grammatik (1. Auflage 1897–1906), die das Gotische, Alt-, Mittel- und Neuhochdeutsche beschrieb.

## Deutsche Rechtschreibung
Wilmanns spielte bei der Vereinheitlichung der deutschen Rechtschreibung eine maßgebende Rolle. Bereits als Gymnasiallehrer am Grauen Kloster wurde er zusammen mit anderen Kollegen auf Empfehlung von Hermann Bonitz, der damals Direktor des Gymnasiums war, vom Verein der Gymnasiallehrer und Realschullehrer mit der Ausarbeitung der sogenannten Berliner Orthographie betraut. Außerdem verfasste Wilmanns in dieser Zeit eine Schrift mit dem Titel Kommentar zur Preußischen Schulorthographie (Berlin, 1880), die 1887 unter dem Titel Die Orthographie in den Schulen Deutschlands neu herausgegeben wurde.
Unter anderem aufgrund dieser Vorarbeiten wurde Wilmanns neben Rudolf von Raumer, Daniel Sanders, Wilhelm Scherer und Konrad Duden zur Teilnahme an der Ersten Orthografischen Konferenz von 1876 eingeladen. Wilmanns gehörte bei dieser Konferenz neben Duden und Raumer zum „phonetisch gemäßigten Lager“, das für eine behutsame Veränderung der bestehenden Orthografie plädierte. Da bei dieser Konferenz keine Einigung erzielt werden konnte, schufen einige der deutschen Bundesstaaten eigene Regelwerke. Für die preußischen Schulen wurde das entsprechende Regelbuch im Auftrag von Kultusminister Robert Viktor von Puttkamer von Wilhelm Wilmanns verfasst und 1880 herausgegeben.
Wilmanns nahm auch an der II. Orthografischen Konferenz teil, die 1901 in Berlin stattfand, und war neben Konrad Duden der einzige Experte, der schon bei der ersten Konferenz 1876 mitgewirkt hatte. Dabei hatte er wesentlichen Anteil am letztlich vereinbarten Regeltext und wurde damals vielfach als dessen Verfasser bezeichnet.

## Familie
Wilhelm Wilmanns stammte aus einer Kaufmanns- und Gelehrtenfamilie. Sein Vater war Baurat im preußischen Staatsdienst und hatte zeitweise unter Karl Friedrich Schinkel gearbeitet. Der Jurist und Reichstagsabgeordnete Karl Wilmanns und der Althistoriker Gustav Heinrich Wilmanns waren seine Brüder. Sein Sohn Wolfgang Wilmanns war Professor für Landwirtschaftliche Betriebslehre. Der Psychiater Karl Wilmanns und der Chemiker Gustav Wilmanns waren Söhne seines Bruders Franz Rudolph Florenz.
Der Chirurg Richard Wilmanns und der Historiker und Geschichtsdidaktiker Ernst Wilmanns waren Söhne seines Bruders Hilmar Franz Günther.

## Schriften (Auswahl)
- Die Entwickelung der Kudrundichtung. Waisenhaus, Halle 1873. (Digitalisat)
- Beiträge zur Erklärung und Geschichte des Nibelungenlieds. Waisenhaus, Halle 1877. (Digitalisat)
- Zur Geschichte des Eckenlieds in den Altdeutschen Studien von Jännicke, Steinmeyer und W., Berlin 1871.
- Quellenstudien zu Goethes Götz. Berlin 1874.
- Die Reorganisation des Kurfürstenkollegiums durch Otto IV. und Innocenz III. Berlin 1873.
- Leben und Dichten Walthers von der Vogelweide. Weber, Bonn 1882. (Digitalisat)
- Beiträge zur Geschichte der ältern deutschen Litteratur. Weber, Bonn 1885–1888. (Digitalisat Band 1), (Band 2), (Band 3), (Band 4)
- Mundart und Schriftsprache. Wissenschaftliche Beihefte zur Zeitschrift für vergleichende Sprachwissenschaft 4,27.
- Deutsche Grammatik für die unteren und mittleren Lehranstalten. 1887.
- Deutsche Grammatik. Gotisch, Alt-, Mittel- und Neuhochdeutsch. 3 Bände in 4 Büchern. Bd. 1 (Erste Abteilung): Lautlehre. Bd. 2: Wortbildung. Bd. 3/I: Flexion. Verbum. Bd. 3/II: Flexion. Nomen und Pronomen. Straßburg (Verlag Karl J. Trübner) 1897–1906.